# Демянко Микола Іванович
Демя́нко Мико́ла Іва́нович (нар. 1 липня 1947, с. Чутове, Полтавська область) — член Партії регіонів; ВР України, член фракції Партії регіонів (з 11.2007), член Комітету з питань Регламенту, депутатської етики та забезпечення діяльності Верховної Ради України (з 12.2007), голова підкомітету з питань забезпечення діяльності народних депутатів України (з 01.2008).
Народився 1 липня 1947 (с.Чутове, Чутівський район, Полтавська область.); дружина Людмила Євгенівна (1948); син Олександр (1968); дочка Тетяна (1974).
Освіта
Харківський автомобільно-дорожній інститут (1978—1984), інженер-механік.
Народний депутат України 6-го скликання з 11.2007 від Партії регіонів, №82 в списку. На час виборів: народний депутат України, член ПР.
Народний депутат України 5-го скликання 04.2006—11.07 від Партії регіонів, №93 в списку. На час виборів: помічник-консультант народного депутата України, член ПР. Голова підкомітету з питань забезпечення діяльності народних депутатів України Комітету з питань Регламенту, депутатської етики та забезпечення діяльності ВР України (з 07.2006), член фракції Партії регіонів (з 05.2006).
03.1998 — кандидат в народні депутати України, виборчий округ №49, Донецької області. З'яв. 62.7%, за 4.7%, 4 місце з 23 прет. На час виборів: начальник адміністративно-господарського управління Донецької облдержадміністрації.
- 1964 — автослюсар 3-го розряду Донецького автобусного парку №2.
- 1968 — слюсар 6-го розряду Сіверодонецького хімічного комбінату.
- 1968—1976 — інженер, 1976—1980 — начальник тролейбусного депо шахти РСЧА тресту «Добропільвугілля».
- 1980—1997 — директор автобази «Добропільвугілля».
- 1997-2002- начальник адміністративно-господарського управління Донецької облдержадміністрації.
- 12.2002-07.2003 — заступник Державного секретаря Кабінету Міністрів України.
- 07.2003-01.2005 — заступник Міністра Кабінету Міністрів України.
- 2005 — помічник народного депутата України.

Депутат Добропільської міськради (1986—1990, 1994—1998).1996 — заступник голови Добропільської міськради.
Медалі «За трудову відзнаку», «Шахтарської слави» ІІІ (2000), ІІ (2002), І ступенів (2003). Заслужений працівник транспорту України (з 2002). Орден «За заслуги» III ступеня (08.2011).
Державний службовець 3-го рангу (з січня 2003).
З 12.12.2012 до 27.11.2014 — народний депутат Верховної Ради України VII скликання від Партії регіонів .